# Verbivka, Ripkî
Verbivka (în ucraineană Вербівка) este un sat în așezarea urbană Dobreanka din raionul Ripkî, regiunea Cernihiv, Ucraina. În secolul al XIX-lea, satul făcea parte din volostul Iarîlovîci, uezdul Horodnea.

## Demografie
Componența lingvistică a localității Verbivka
     Ucraineană (96,77%)
     Belarusă (1,94%)
     Rusă (1,29%)
Conform recensământului din 2001, majoritatea populației localității Verbivka era vorbitoare de ucraineană (96,77%), existând în minoritate și vorbitori de belarusă (1,94%) și rusă (1,29%).